# Kill Me, Heal Me
Kill Me, Heal Me  (koreanisch 킬미, 힐미, RR Kilmi, Hilmi)  ist eine südkoreanische Fernsehserie mit Ji Sung, Hwang Jung-eum, Park Seo-joon, Oh Min-seok und Kim Yoo-ri. Sie besteht mit 20 Episoden und lief vom 7. Januar bis zum 12. März 2015 auf MBC ausgestrahlt wird.

## Handlung
Durch eine traumatische Erfahrung in der Kindheit hat Cha Do-hyun, ein Chaebol der dritten Generation, einen Teil seines Gedächtnisses verloren und hat aufgrund seiner dissoziative Identitätsstörung sieben verschiedenen Identitäten. Er versucht, die Kontrolle über sein Leben wieder zu erlangen und wird heimlich von Oh Ri-jin, einer Psychiaterin, die sich jedoch erst im ersten Jahr ihrer Ausbildung befindet, behandelt. Oh Ri-jin beginnt sich dabei in Cha Do-hyun zu verlieben.

## Besetzung
| Rolle         | Schauspieler   | Hauptrolle (Episoden) |
| ------------- | -------------- | --------------------- |
| Cha Do-hyun   | Ji Sung        | 1–20                  |
| Oh Ji-rin     | Hwang Jung-eum | 1–20                  |
| Oh Ri-on      | Park Seo-joon  | 1–20                  |
| Cha Ki-joon   | Oh Min-seok    | 1–20                  |
| Han Chae-yeon | Kim Yoo-ri     | 1–20                  |

## Einschaltquoten
| Episode | Ausstrahlungsdatum | TNMS-Quoten | TNMS-Quoten            | AGB-Quoten | AGB-Quoten             |
| Episode | Ausstrahlungsdatum | Südkorea    | Seoul (Metropolregion) | Südkorea   | Seoul (Metropolregion) |
| ------- | ------------------ | ----------- | ---------------------- | ---------- | ---------------------- |
| 1       | 7. Januar 2015     | 8,7 %       | 11,1 %                 | 9,2 %      | 10,3 %                 |
| 2       | 8. Januar 2015     | 8,0 %       | 11,2 %                 | 8,9 %      | 9,6 %                  |
| 3       | 14. Januar 2015    | 8,5 %       | 11,3 %                 | 10,3 %     | 11,2 %                 |
| 4       | 15. Januar 2015    | 8,4 %       | 10,4 %                 | 9,4 %      | 10,8 %                 |
| 5       | 21. Januar 2015    | 8,6 %       | 11,3 %                 | 9,5 %      | 10,5 %                 |
| 6       | 22. Januar 2015    | 9,2 %       | 12,3 %                 | 9,9 %      | 10,9 %                 |
| 7       | 28. Januar 2015    | 9,4 %       | 12,0 %                 | 9,6 %      | 10,6 %                 |
| 8       | 29. Januar 2015    | 9,8 %       | 12,3 %                 | 11,5 %     | 12,5 %                 |
| 9       | 4. Februar 2015    | 10,2 %      | 12,5 %                 | 10,5 %     | 11,3 %                 |
| 10      | 5. Februar 2015    | 10,9 %      | 13,5 %                 | 11,0 %     | 12,2 %                 |
| 11      | 11. Februar 2015   | 11,2 %      | 14,7 %                 | 10,9 %     | 12,0 %                 |
| 12      | 12. Februar 2015   | 10,2 %      | 14,1 %                 | 11,4 %     | 12,3 %                 |
| 13      | 18. Februar 2015   | 11,0 %      | 14,1 %                 | 10,3 %     | 11,1 %                 |
| 14      | 19. Februar 2015   | 10,1 %      | 13,2 %                 | 9,4 %      | 9,6 %                  |
| 15      | 25. Februar 2015   | 11,2 %      | 14,6 %                 | 10,5 %     | 11,3 %                 |
| 16      | 26. Februar 2015   | 10,7 %      | 12,8 %                 | 10,4 %     | 11,2 %                 |
| 17      | 4. März 2015       | 12,1 %      | 15,0 %                 | 11,5 %     | 12,5 %                 |
| 18      | 5. März 2015       | 10,6 %      | 13,0 %                 | 9,8 %      | 11,0 %                 |
| 19      | 11. März 2015      | 10,7 %      | 13,4 %                 | 9,2 %      | 10,0 %                 |
| 20      | 12. März 2015      | 10,5 %      | 13,1 %                 | 9,4 %      | 10,6 %                 |